# Boston Online Film Critics Association Awards 2016
5. ročník předávání cen asociace Boston Online Film Critics Association se konal dne 10. prosince 2016.

## Nejlepších deset filmů
1. Moonlight
2. Místo u moře
3. La La Land
4. Paterson
5. Za každou cenu
6. Green Room
7. Mlčení
8. Jisté ženy
9. Komorná
10. Elle

## Vítězové
- Nejlepší režisér: Damien Chazelle – La La Land
- Nejlepší scénář: Kenneth Lonergan – Místo u moře
- Nejlepší herec v hlavní roli: Casey Affleck – Místo u moře
- Nejlepší herečka v hlavní roli: Isabelle Huppert – Elle
- Nejlepší herec ve vedlejší roli: Mahershala Ali – Moonlight
- Nejlepší herečka ve vedlejší roli: Michelle Williamsová – Místo u moře
- Nejlepší obsazení: Moonlight
- Nejlepší dokument: Za kamerou
- Nejlepší cizojazyčný film: Komorná
- Nejlepší animovaný film: Kubo a kouzelný meč
- Nejlepší kamera: Neon Demon
- Nejlepší střih: Za kamerou
- Nejlepší skladatel: Mica Levi – Jackie